# Sandawe
El sandawe o sandawi és una llengua tonal parlada per unes 40.000 persones del poble sandawe a la regió de Dodoma, a Tanzània. L'ús de la llengua és enèrgic, tant entre els adults com entre els joves, amb parlants monolingües en algunes zones. Des d'Albert Drexel, als anys 20, el sandawe s'ha classificat com a llengua khoisànida, sobretot pel fet de contenir clics. Investigacions recents (Güldemann) mostren que el sandawe podria incloure's dins les llengües khoe, família que alguns consideren branca de la família khoisànida.
La llengua consta de dos dialectes, el nord-oriental i el sud-occidental. Les diferències entre aquests dialectes inclouen velocitat de parla, elisió de vocals, paraules tabú, i petites diferències lèxiques i gramaticals. Alguns alagwa han substituït la seva llengua pel sandawe, i es consideren membres del clan sandawe.
SIL International va començar a treballar en el sandawe l'any 1996 i Daniel i Elisabeth Hunziker i Helen Eaton continuen treballant en l'anàlisi de la llengua. De moment, ja s'han elaborat una descripció fonològica, un informe dels dialectes i diversos articles sobre aspectes gramaticals.

## Sons

### To
Hunziker et al. (2008) en descriuen set tons: alt [á], mitjà [ā], baix [à], alt descendent [â],mitjà descendent [ā̀], baix descendent [ȁ], i ascendent [ǎː] (només en vocals llargues).
Els tons alts i baixos són fonamentals. Els tons alts descendents són necessaris per a la representació subjacent, per exemple a [tsʼâ] "aigua", encara que de vegades són només resultat de la seqüència de tons. Tal com succeeix en la llengua Twi, el to mitjà no apareix al principi. Hunziker et al. l'interpreten com un to alt amb downstep (desplaçament cap a baix del to): //Alt-Baix-Alt// es realitza [Alt-Alt-Mitjà]. Aquest desplaçament dels tons cap a la dreta és un procés general en el sandawe. Aquesta interpretació implica l'assumpció que hi ha tons baixos flotants vehiculats per grups consonàntics, i es creu que reflecteixen una vocal històrica que va ser eliminada. Els tons baix i mitjà descendents tenen un efecte prosòdic, que es troba en les síl·labes finals, o en penúltimes síl·labes seguides per una vocal sorda; aquest desplaçament del to cap a l'esquerra abans de les vocals sordes (que no tenen dins la seva natura cap to) és un altre procés general del sandawe. El to ascendent es troba sols en vocals llargues i pot ser observat com una seqüència alt-baix.
Així, a nivell fonèmic, calen els tons alt, baix, descendent i downstep. El to només s'escriu de manera indirecta en frases genitives, on s'afegeix un guionet.

### Vocals
El sandawe té 5 qualitats vocals:
| i |   |   |   | u |
|   | e |   | o |   |
|   |   | a |   |   |

Totes 5 es poden trobar com a vocals curtes orals /a/, llargues orals /aː/, i llargues nasals /ãː/. Hi ha, llavors, 15 fonemes vocàlics bàsics. També hi ha vocals nasals curtes, que aparentment provenen de l'elisió històrica d'una consonant nasal que encara s'empra en formes afins. Les vocals llargues s'escriuen doble aa, i les nasals llargues amb titlla, ã.

### Consonants

#### Consonants no-clic
Els glifos en cursiva són l'ortografia pràctica desenvolupada per Hunziker i Hunziker, seguit pels equivalents aproximats en l'IPA: 
|                     |            | Labial  | Alveolar  | Alveolar  | Postalveolar o palatal | Velar   | Glotal |
| Central             | Lateral    | Labial  |           |           | Postalveolar o palatal | Velar   | Glotal |
| ------------------- | ---------- | ------- | --------- | --------- | ---------------------- | ------- | ------ |
| Nasal               | Nasal      | m [m]   | n [n]     |           |                        |         |        |
| Oclusiva i africada | Sorda      | b [b]   | d [d]     | (dl) [dɮ] | dz [dʒ ~ dz]           | g [ɡ]   |        |
| Oclusiva i africada | Tenuis     | bp [p]  | dt [t]    | (tl) [tɬ] | tc [tʃ ~ ts]           | gk [k]  | ’ [ʔ]  |
| Oclusiva i africada | Aspirada   | p [pʰ]  | t [tʰ]    |           | tch [tʃʰ ~ tsʰ]        | k [kʰ]  |        |
| Oclusiva i africada | Ejectiva   |         | tsʼ [tsʼ] | tlʼ [tɬʼ] |                        | k’ [kʼ] |        |
| Fricativa           | Fricativa  | (f) [f] | s [s]     | lh [ɬ]    |                        | kh [x]  |        |
| Aproximant          | Aproximant |         | r [ɾ]     | l [l]     | (y) [j]                | w [w]   | h [h]  |

Tc i dz són [tʃ] i [dʒ] en el dialecte nord-oriental, però sovint [ts] i [dz] o fins i tot [z] en el sud-occidental. [tsʰ] per tch també succeeix però és menys comú.
Les consonants entre parèntesis són rares.